# Линейни кораби тип „Невада“
Невада (на английски: Nevada) са серия линейни кораби на САЩ. От проекта са построени две единици: „Невада“ (на английски: USS Nevada (BB-36)) и „Оклахома“ (на английски: USS Oklahoma (BB-37)). Революционен за своето време проект, корабите от типа „Невада“ обединяват в себе си цяла поредица от важни нововъведения. Главното сред тях става системата за бронева защита „всичко или нищо“, освен това в съответствие с изискванията на Главното управление на флота системата на броневата защита за новите линкори е разчетена спрямо увеличаващите се разстояния на морския бой. Освен това тези кораби стават първите дредноути на САЩ с триоръдейни кули. Също така на линкорите от типа „Невада“, за първи път в САЩ, е въведено нефтено отопление на котлите; за експериментални цели корабите имат различни типове силова установка, тъй като парната машина все още може да осигурява голяма далечина на плаване, която е крайно важна за флота на САЩ.
В годините на Първата световна война корабите се използват в Атлантическия океан, а от края на август 1918 г. се базират в Ирландия, но не участват в бойните действия. В междувоенния период корабите от типа „Невада“ преминават ред модернизации с увеличаване на максималния ъгъл на възвишение на оръдията на главния калибър, замяна на самите оръдия, поставяне на зенитна артилерия, замяна на силовата установка и усилване на броневата и подводната защити.
В хода на Втората световна война двата кораба са подложени на нападението на японската авиация в Пърл Харбър; „Оклахома“ е потопен, а „Невада“ е тежко повреден и е поставен на плитчина, за да избегне потъване. „Оклахома“ през 1943 г. е изваден, но поради нецелесъобразността от възстановяването му е предаден за скрап. Към края на 1942 г. „Невада“ е ремонтиран и се използва в бойните действия в Атлантика, в т.ч. и в Нормандската операция. През 1945 г. линкорът е преведен в Тихия океан и се използва в битката за Окинава. След войната остарелия кораб е снет от въоръжение и, оцелявайки след изпитанията на атомната бомба през 1946 г., е потопен като артилерийска мишена през 1948 г.

## Конструкция
Американските дредноути са въоръжени с 356-мм (14-дм.) оръдия с дължина на ствола 45 калибра. Първите модификации на оръдието нямат лайнер, а последващите вече се произвеждат с лайнери. За повече от 30 години са разработени няколко десетки варианта на това оръдие, различаващи се по обема на зарядната камера, броя на скрепяващите пръстени, стъпката на нарезка и други характеристики на ствола или лайнера, и други особености на конструкцията и техническото изпълнение, които условно могат да бъдат разделени на два големи типа (две различни оръдия с различни балистически характеристики).
И макар за 30 години технологиите да правят огромен скок и на сменя на скрепяването с тел да идват автофретираните стволове, всички модификации на това оръдие, от Мк 1/0 до Мк 12/10, са със стволове скрепени със стоманени пръстени.

### Корпус
Корпусът на линкора има полубак, заемащ малко повече от половината дължина на корпуса, носът е плосък, без седловатост, лишен от „навирен“ форщевен, значително подобряващ мореходността, всички палуби вървят паралелно на кила. В резултат на това линкорите се получават доста „мокри“ кораби – носовата част палуби е възможно силно да бъдат заливани. Вълните се „разхождат“ до предните барбети. Като цяло, според мерките на началото на XX век, мореходността се оказва доста средна.
Височината на корпуса по кърмата при нормална водоизместимост съставлява едва 4,5 м. Системата на силовия набор на корпуса е напречна. Стъпката на шпацията е 1220 мм.
Нормалната водоизместимост достига 27 500 дълги тона, а пълната 28 400 д.т. Максималната дължина е 177,8 м, дължина по водолинията – 175,4 м, ширина по водолинията – 29,05 м. Проектното газене – 8,43 м, метацентричната височина при пълна водоизместимост – 2,07 м (във флота на САЩ, поради стремеж да не се допуска преобръщане при наводняване, предпочитат по-голяма метацентрична височина, което от своя страна води до рязко бордово люлеене). Метацентричната височина при нормална водоизместимост съставлява 1,82 м. При пълна водоизместимост газенето съставя 9 м. При газене, съответстващо на нормалната водоизместимост, надводния борд се извисява над водолинията на 7,6 м по носа и 4,6 м на кърмата.
Линкорите много добре следват управлението и обладават лоша маневреност – диаметърът на тактическа циркулация съставлява 754 м (около четири и половина дължини на корпуса).
Масата на корпуса, с палубите, съставя 11 348 тона или 41,3%. Корабите се оказват претоварени със 164 тона.

### Брониране
Американците за тези дредноути използват системата за защита, наречена „всичко или нищо“, в дадения случай новата схема е все още незабравена стара, използвана за всички американски броненосци до типа „Мейн“. Те решават вместо „разнесената“ броня от плочи с различна дебелина да се върнат към защитата на жизненоважните части на кораба с максимално дебела броня. Такава система предполагала наличието на не по-малко отколкото две трети от дължината на корпуса на висок пояс по водолинията с дебелина, примерно равна на калибъра на главните оръдия, с толкова дебели траверси по краищата и дебела бронирана палуба отгоре. Десетте 356-мм оръдия са разположени в четири линейно-терасовидни кули, по две във всеки край. Макар равномерното разположение на кулите по дължината на корпуса да е по-добро от гледна точка здравината, тежката цитадела частично компенсира претоварването на краищата и служи за спомагателен носещ елемент.
Освен тази цитадела или „бронирана кутия“, са защитени само оръдейните кули, рулевия механизъм на самата кърма и бойната рубка.
На дредноутите е поставена броня клас „А“, която се произведена от компанията „Карнеги“, доставяща ѝ бронята за „Ретвизан“ и броня клас „В“, производство на фирмата „Мидвейл“ MNC (Midvale Non-Cemented), тип Mk-1. Вертикалната броня е клас „А“ марка СКС (Carnegie-Krupp Cemented), която е малко по-лоша от германската броня КС а/А (т. нар. „стар „Круп““ производство 1894 – 1906 г.), на Витлеемската стоманолеярна корпорация. Тази броня също така се използва и при постройката на линкорите с 305-мм артилерия и на последните броненосци.
Спрямо резултатите на тестове със стрелба характеристиките на тази броня се показват като недостатъчни, което води до последващи изследвания и подобряване на качествата на броневия материал. В резултат на изследванията е създадена новата марка броня Class A – Mk2. Тя се произвежда от „Бетълхем Айрън Уоркс“ и е поставяна на всички последващи типове дредноути.
Главният пояс има дължина 122 м и заема 70,8% от дължината на водолинията.
Полубакът и горната палуба нямат защита.
Настила на главната палуба, от 20-фунтови (12,4 – 12,5 мм) листове мека сименс-мартенова стомана, се защитава от два слоя 50-фунтова броня STS (дебелината на бронепалубата съставлява 62,2 мм), общата ѝ дебелина съставлява 74,7 мм. Както и при всички линкори от онова време, абсолютно не е отчетено пробиването на такава броня от фугасното действие на бойния пълнеж на фугасните снаряди от големите калибри падащи даже под неголеми ъгли: 356-381-мм снаряди пробиват броня с дебелина четвърт от своя калибър (89 – 95 мм). Под главната бронева палуба е разположена противоосколъчната палуба. Над настила на палубата от 20-фунтови (12,4 мм) листове мека сименс-мартенова стомана (МS) лежи един слой плочи 40-фунтова никелова стомана (NS) с дебелина 24,9 мм, общата дебелина на палубата съставя, по такъв начин, 37,3 мм, скосовете на тази палуба имат брониране 49,8 мм: слой 60-фунтова никелова стомана над 20-фунтов (12,4 мм) настил. Носовата бронирана траверса има дебелина 330 мм към върха и 203 мм по долния ръб. Кърмовата – 203 мм. Освен това в кърмовия край, зад главния, има 203-мм пояс за защита на рулевите механизми, който откъм кърмата се затваря с 203-мм траверса. Барбетите на кулите на главния калибър, над броневата палуба, имат дебелина 330 мм и 114 мм над противоосколъчната палуба, където като допълнителна защита служат бордовата и палубната броня. Двуоръдейните кули имат чело с дебелина 406 мм броня клас „В“, първите странични плочи, от стика с челната плоча, имат сложна форма и нееднородна дебелина – 254 – 229 мм, останалите странични, както и задните плочи са по 229 мм и 127-мм покрив от стомана STS. Дебелината на челните плочи на триоръдейните кули съставлява 456 мм хомогенна стомана.
Общата маса на вертикалната броня съставлява 7523,44 т (при „Ню Йорк“ е 7120,8), бронята на горната палуба е 1697,5 т, бронята на долната – 836 т, общото тегло на бронята (както е немската система за разчет) съставлява 10 057 тона или 36% от нормалната водоизместимост, което съответства на британските и японските линкори и е по-малко, отколкото при немските. Общата маса двете палуби (броня, нитове, подложка) съставя 3291 д. тона. Теглото на цялата броня с нитовете и подложката съставя 11 162 д. тона, като дадената цифра не трябва да се сравнява с теглото на бронята при линкорите на другите страни.
Бронезащитата на американските линкори от типовете „Невада“, „Ню Йорк“ и „Уайоминг“, особено на типа „Уайоминг“, напомня „кърпено одеяло“, „съшито“ от материали с различно качество, от различни марки и производители.

#### Противоторпедна защита
Ширината на подводната противоторпедна защита съставлява 3,5 м. Тя включва двоен борд (с разстояние между обшивките 0,89 м), нататък следва празен отсек с ширина 1,906 м, и след това 38-мм противоторпедна преграда, след това празен отсек и филтрационна преграда. Тя е значително по-лоша, отколкото на следващия тип американски дредноути и е фактически безполезна. Нейната здравина е достатъчна, за да може да издържи едва около 100 фунта (45 кг) тротил. Корабите имат двойно дъно, с разстояние между обшивките 0,99 м. В този период, в Германия, е проведена серия изпитания на пълномащабен тестов отсек на линкор. Най-важният резултат от тези експерименти става изводът, че противоминната преграда трябва да се намира на разстояние минимум 4 – 4,5 м от външния борд. Традиционно противоторпедната защита на ранните американски линкори се смята за нерационална и неефективна (преди да бъде модернизирана) и по устройството си с малко се различава от британската, заради което не следва да се коментира, а първите линкори на САЩ, които получават действително добра защита, са линейните кораби от типа „Тенеси“. Първоначалната противоторпедна защита на линейните кораби от типа „Невада“, заедно с ПТЗ на линейните кораби от типа „Вирибус Унитис“, в междувоенните учебници, се посочва като пример за неефективна защита. Разчетите за устойчивост, в случай на аварийни наводнявания, за типа „Невада“ показват, че величината на метацентричната височина се оказва прекомерна. Важно последствие от избраната стойност на метацентричната височина се явява рязкото люлеене на кораба, което прави корабите неудачни в качеството на артилерийска платформа.

### Въоръжение
Главният калибър на линкорите съставляват десет 356-мм/45 оръдия Mark 1 Mod 2, с боекомплект по 100 снаряда на оръдие. Оръдието има три реда укрепващи цилиндра. Изходният вариант на скрепяване се оказва не много надежден. Като следствие, стволовете им страдат от прекомерно провисване. Вътрешната им тръба има 84 нареза с прогресивна извивка от 50 до 32 калибра за един оборот. Оръдията с този тип нарезка имат малка живучест – 150 изстрела с полен заряд. За това оръдие американците избират комбинацията „лек снаряд / висока скорост“, заради което се използват и леките 635 кг снаряди с високата начална скорост от 790 м/с. Снарядът има дължина 1255 мм (3,5 калибра) и взривател със забавяне от 0,035 секунди. Бойният заряд тежи 13,4 кг, което съставлява 2,1% от общата маса на снаряда. Тези бронебойни снаряди, така както и снарядите на Япония и Британия, са чувствителни към ъгъла на среща с броневата преграда. Бронепробиваемостта им по вертикална преграда, на дистанциите до 25 кб. е по-голяма, а на дистанции над 25 съответства на британския 635 кг снаряду за 343-мм оръдия. Ако отклонението от нормалата превишава 20°, то преобладава вероятността за рикошет, а при малките дистанции и от разрушаване на корпуса (снарядната чаша). Такива оръдия, със същите снаряди, се поставят и на британските монитори от типа „Абъркромби“. Британците, прекомерно лошата им кучност на боя, за стандартите на английския флот, и ниската живучест на оръдията, са принудени да преминат към олекотени заряди. Крайните кули, за първи път в американския флот, са направени триоръдейни, с обща люлка и съвместно вертикално насочване, но за трите оръдия има два снарядни подемника – заради икономията на пространства и намаляването на броя на оръдейната прислуга, което води до ограничаването на скорострелността. Към това още повече, че над половината снаряди се съхраняват вертикално вътре в ролкови легла, а готовите за изстрел – в самата кула, на хоризонтална платформа зад оръдията. При това в англоезичната техническа литература тези кули се обозначават с термина „triple“ („строени“), за разлика от обичайното в такива случаи „three-gun“ („триоръдейни“). Плюс на трицевните кули е това, че за вертикалното насочване на всичките три оръдия в кулата е необходим само един наводчик. Минус в това, че при залпова стрелба се снижава общата скорострелност на кулата, тъй като всеки път е необходимо да се чака приключването на процеса на зареждане на „най-бавното“ оръдие. Икономията в системата за подаване на строените кули води до увеличаването на цикъла на стрелба до 50 с на оръдие. На „Невада“ и „Оклахома“ първоначално се използват и различни бутални затвори за две- и триоръдейните кули. Те се обозначават като Mark 2 и Mark 3. Двата варианта имат механизъм за затваряне „Смит-Есбюъри“, бутало „Уелин“ и обтуратор „де Банж“, но Mark 2 е хоризонтално-люлеещ, а Mark 3 „падащ“. Ъгълът на подем е ограничен до 15 градуса, максималната далечина на стрелбата е 21 140 ярда (19 330 м), което е явно недостатъчно за съответствие с концепцията на бой на големи дистанции. Комбинацията „лек снаряд / висока скорост“ съответства на немската доктрина за ограничена видимост и за боеве на малки и средни дистанции. Системата за управление на огъня позволява да се изчисляват данни за цел до 12 000 ярда (10 972 м). Изяснява се и главния, сериозен, проблем. Оръдията са разположени прекалено близко едно към друго и при залп снарядите си оказват влияние един на друг, което чувствително влошава точността на стрелба. По принцип този проблем го има и от по-рано, при двуоръдейните кули, но в по-малка степен – и за това на нея не и се придава голямо значение. На съвместните учения с линкорите на Гранд Флийт става ясно, че американския артилерийски огън, особено на пределните дистанции, се характеризира с голямо разсейване, и това особено се касае до 356-мм/45 оръдия – на пределната за тях дистанция то съставлява 730 метра. Твърдата механична връзка на оръдията в тройната кула не дава възможност да се отчете и възможното неравномерно износване („разгар“) на стволовете. Това води (с времето) към още по-голямо увеличаване на разсейването на снарядите по далечина.
| Основни балистични данни на оръдия на главния калибър              | Основни балистични данни на оръдия на главния калибър | Основни балистични данни на оръдия на главния калибър | Основни балистични данни на оръдия на главния калибър | Основни балистични данни на оръдия на главния калибър | Основни балистични данни на оръдия на главния калибър | Основни балистични данни на оръдия на главния калибър |
| ------------------------------------------------------------------ | ----------------------------------------------------- | ----------------------------------------------------- | ----------------------------------------------------- | ----------------------------------------------------- | ----------------------------------------------------- | ----------------------------------------------------- |
| Образец на оръдието / установката                                  | 15"/42 Mk I                                           | 38 sm SKC/13 Drh LC/13                                | 13,5"/45 Mk V                                         | 14"/45 Marks I                                        | 356-мм/52                                             | 14"/45 Marks 2                                        |
| Страна                                                             | Великобритания                                        | Германия                                              | Великобритания                                        | Великобритания                                        | Руска империя                                         | САЩ                                                   |
| Калибър, мм                                                        | 381                                                   | 380                                                   | 343                                                   | 356                                                   | 356                                                   | 356                                                   |
| Маса на оръдието със затвора, кг                                   | 101 685                                               | 76 200                                                | 77 347                                                | 86 110                                                | 83 325                                                | 64 633                                                |
| Дължина на оръдието, калибри                                       | 43,36                                                 | 45,0                                                  | 46,36                                                 | 46,26                                                 | 52                                                    | 45,9                                                  |
| Дължина на канала на ствола, калибри                               | 42,0                                                  | 42,42                                                 | 45,0                                                  | 45,0                                                  | 50,41                                                 | 44,8                                                  |
| Маса на заряда, кг                                                 | 196                                                   | 183                                                   | 136                                                   | 156                                                   | 203                                                   | 165,6                                                 |
| Маса на снаряда, кг                                                | 871                                                   | 750                                                   | 567/635                                               | 719                                                   | 747,8                                                 | 635                                                   |
| Начална скорост, м/с                                               | 731                                                   | 800                                                   | 777/759                                               | 762                                                   | 732                                                   | 790                                                   |
| Разчетно налягане, кг/см²                                          | 3150                                                  | 3150                                                  | 2835                                                  | 2835                                                  | 2835                                                  | 2835                                                  |
| Живучест, бойни изстрела                                           | 335…350                                               | 250…300                                               | 350                                                   | 350                                                   | 150                                                   | 150                                                   |
| Маса на въртящата се част, т                                       | 874 – 894                                             | 870                                                   | 640                                                   | 671                                                   | ?                                                     | 638                                                   |
| Изстрел за с                                                       | 30 – 60                                               | 26 – 53                                               | 30 – 60                                               | 30                                                    | 20 – 30                                               | 36 – 48 (48 – 72)                                     |
| Далечина, каб.                                                     | 121                                                   | 125                                                   | 119                                                   | 121                                                   | 126                                                   | 104                                                   |
| Теглова ефективност                                                | 0,79                                                  | 1,04                                                  | 0,77                                                  | 0,76                                                  | 0,83                                                  | 1                                                     |
| Бронепробиваемост на снаряда (круповска стоманоникелова броня), мм |                                                       |                                                       |                                                       |                                                       |                                                       |                                                       |
| 25 каб. (4630 м)                                                   | 618                                                   | 620                                                   | 497/505                                               |                                                       |                                                       | 482 (5490 м)                                          |
| 50 каб. (9260 м)                                                   | 480                                                   | 474                                                   | 367/398                                               |                                                       |                                                       | 403                                                   |
| 75 каб. (13 890 м)                                                 | 381                                                   | 372                                                   | 275/307                                               |                                                       |                                                       | 307                                                   |
| 100 каб. (18 520 м)                                                | 307                                                   | 294                                                   | 214/247                                               |                                                       |                                                       | 241                                                   |
| 125 каб. (23 150 м)                                                | 248                                                   | 226                                                   | 159/188                                               |                                                       |                                                       | -                                                     |

В качеството на противоминна артилерия линкорите получават 127-мм оръдия Mark 8. Зареждането им е картузно. Оръдието се монтира на палубната установка Mark 13. Общото им тегло е 10,2 тона. Ъгли на вертикално насочване – от −10° до +15°.
Всички видове снаряди тежат по 22,7 кг, бронебойният съдържа 0,77 кг взривно вещество и напуска ствола със скорост 960 м/с. Полубронебойният снаряд Mark 15 Mod 1 съдържа 0,78 кг взрив. Фугасният снаряд Mark 39 има 1,66 кг ВВ. Като недостатък следва да се отбележи ниската живучест на ствола – 700 изстрела. Скорострелност: 8 – 9 изстрела в минута. Противоминната артилерия на линкорите е разположена по-ниско, отколкото при американските дредноути от типовете „Уайоминг“ и „Ню Йорк“ и е доста „мокра“. Използването на носовите оръдия в свежо време е затруднено, а на кърмовите – невъзможно. За това те постепенно започват да бъдат премахвани, а портовете им да се запушват със стоманени листове.
| Оръдие                              | 5"/51 Mark 8 | 5"/51 Mark 8 |
| ----------------------------------- | ------------ | ------------ |
| Година на начало на експлоатацията  | 1911         | 1911         |
| Калибър, мм                         | 127          | 127          |
| Дължина на ствола, калибри          | 51           | 51           |
| Скорострелност, изстрела в минута   | 8 – 9        | 8 – 9        |
| Ъгли на наклон                      | −10°/+15°    | −10°/+15°    |
| Тип зареждане                       | картузно     | картузно     |
| Тип снаряд                          | бронебоен    |              |
| Тегло на снаряда, кг                | 22,7         |              |
| Начална скорост, м/с                | 960          |              |
| Максимална далечина на стрелбата, м | 12 850       |              |
| Боезапас, снаряда на оръдие         | 230          | 230          |

### Система за управление на огъня
356-мм/45 линкори носят стандартен комплект прибори за управление на стрелбата, аналогичен на поставяния при 305-мм дредноути. Американската система за управление на огъня позволява да се изчисляват данните за целите на далечини от 2000 до 12 000 ярда (от 1820 м до 10 972 м) движещи се със скорост от нула до четиридесет възела. Според резултатите от учебните стрелби, провеждащи се преди влизането на САЩ в Първата световна война, тази апаратура позволява на дивизия линкори да води огън до дистанция от 18 000 метра (97 каб.).
И в Англия, и в САЩ се използва принципа за централно насочване на оръдията на главния калибър, но методите на техническата реализация на този принцип силно се различават. В британския флот основния елемент за управлението на огъня на главния калибър е главния артилерийски пост в задната част на бойната рубка и свързания с него пост за управление на огъня на топа на триногата фокмачта. За решаването на задачата по определяне на бъдещото положение на целта се използва геометрична апроксимация, резултатите от която са сведени в таблиците на Дрейер. Такъв подход доста опростява задачата. При това основната работа се извършва от горния ЦАС, а ролята на долните помещения се свежда до препредаващо звено.
Американската система действа по друг начин. Данните за целта, от далекомерите и визьорите, отначало се предават към артилерийския пост в дълбочина на кораба. Тук, на основата на приетите данни, се изработват всички необходими данни за насочването и изстрела. Едновременно, на специална щурманска масичка, се води нанасяне, позволяваща, – поне на теория, – веднага да се отчитат и коригират грешките. При това ролята на приборите в бронираната куличка отгоре на бойната рубка се свеждат до препредаващо звено, на което допълнително се възлага задачата за съгласуване на залповете на кулите помежду им и отчитане на люлеенето на кораба.
Британските кораби с 343-мм оръдия и по-съвършената им система за управление на артилерийската стрелба водят огън на далечини до 22 000 м (118 каб.).
На съвместни учения с линкорите на Гранд Флийт става ясно, че американския артилерийски огън, особено на пределните дистанции, се характеризира с много по-голямо разсейване, отколкото британския, и това особено се касае до 356-мм линкори. В резултат на последователни усъвършенствания, към края на 1919 г., разсейването на снарядите в залп на 356-мм/45 оръдия на дистанция 18 000 м намалява наполовина – от 730 до 360 метра, обаче борбата с този проблем продължава на протежение целите 1920 години. Много години след влизането на линкорите в строй е въведено специално устройство, разделящо изстрелите на съседните оръдия с малък момент време, така че между снарядите в полет да се получава дистанция от примерно по 22 м.
Сравнявайки английската и американската системи за управление на огъня, американските офицери стигат до извода, че тяхната система е по-бавна, значително по-сложна и изисква много повече опитни и обучени оператори, но по принцип има големи възможности за развитие, отколкото тази на англичаните. Отбелязва се, че прицелите и далекомерите на надстройките са уязвими, централният артилерийски пост, в дълбочината на кораба, е надеждно защитен и американската система, като цяло, има по-голям запас живучест. Направлението, в което се развиват системите за управление на огъня на линкорите през двайсетте – трийсетте години, поема по американския път.
Участието в Първата световна война, и запознаването с британския опит предизвикват изменения в системата за управление за това, че тя да се доведе по ефективност на нивото на съюзника. Увеличен е броя на постовете на надстройките, на стените на издигнатите кули са нанесени ъглови скали. Въведено е централно насочване на противоминната артилерия с помощта на четири директора, по образец прибора на компанията „Викерс“.

### Силова установка
Линкорите имат двувалови силови установки, но на „Оклахома“, в качеството на главни двигатели, се използват парни машини с тройно разширение и обща мощност 24 800 индикаторни к.с., в същото време на „Невада“ са поставени парни турбини с мощност 26 500 к.с. Те трябва да осигуряват проектната скорост от 20,5 възела. Винтовете на „Оклахома“ извършват 2,5 пъти по-малко оборота в минута и имат по-голям КПД.
На „Невада“ парата за турбините се изработва в 12 котела „Yarrow“, котелните отделения заемат три отсека.
На „Оклахома“ има дванадесет дебелотръбни котела „Babcock & Wilcox“. Котлите на „Невада“ и „Оклахома“ са без паропрегреватели, т.е. те са по-леки и неикономични, отколкото на „Ню Йорковете“.
Проектната далечина на плаване съставлява 8000 мили на 10-възлов икономичен ход и 3000 мили на 20 възлов. По време на Първата световна война ескадрения икономичен ход е увеличен до 12 – 14 възела, което снижава стойностите на максималната далечина на хода. Реално по време на службата на корабите далечината съставлява 5195 мили на 12-възлов ход и 1920 мил на 20 възела.
След модернизациите „Оклахома“ показва максималната скорост от 19,68 възела. Ако „Оклахома“ трябва да плава в линията то ескадрената скорост се понижава до 19 възела. За сметка на използването за съхранение на гориво на кухините в новата ПТЗ запасът гориво значително нараства и вече според разхода на машините „Невада“ може да измине на пълен ход от 18 възела 6090 мили, а „Оклахома“ – 6900.
Четирите парни динамомашини с мощност по 300 кВт изработват постоянен ток с напрежение от 120 волта.

## Модернизации
През 1917 г. линкорите от типа „Невада“ получават зенитни оръдия. Това са двете 76-мм полуавтоматични оръдия Mark 10 в установките Mark 11. Те са поставени на покрива на третата кула на главния калибър зад далекомера на голяма овална платформа. През 1919 г. те са пренесени на шалтердека. Към началото на 1920 години количеството на 76-мм зенитки се увеличава до осем.
Когато след Вашингтонския договор осъзнават, че в близкото време тези линкори ще продължават да служат, става очевидно, че слабата противоторпедна защита непременно следва да се усили.
Към средата на 1923 г. успешно преминават изпитанията на оръдие №29L с камера, увеличена до 298,2 л. Това позволява да се използва по-голям барутен заряд и да се увеличи началната скорост на 1400-фунтовия (635 кг) бронебоен снаряд от 792 до 823 м/с. В резултат вече американските оръдия 14"/45 практически не се отличават по бронебойните си характеристики от главната артилерия на японските кораби от типовете „Исе“, „Фусо“ и „Конго“ или англо-чилийския линкор „Канада“ („Алмиранте Латоре“). Решено е така да се преправят всички оръдия. На тях се въвежда и лайнер, ако преди това го е нямало. Модернизираните по такъв начин Mark 1, 3 и 5 се превръщат съответно в Mark 8, 9 и 10. Живучестта на стволовете се увеличава до 175 – 200 изстрела. Новата система за управление на огъня, Mk II, позволява да се изчисляват данните по целите от 4000 до 30 000 ярдов така както е по таблицата на Дрейер.
В края на двайсетте години започва голяма модернизация – броневата защита на кораба се счита, като цяло, за удовлетворителна – поне по схемата за разполагане на бронята. Модернизацията засяга практически всички системи на корабите. Заменени са всички надстройки по горната палуба, ажурните мачти са заменени с масивни триноги. За главна цел се смята подобряването на подводната защита, замяната на системите за управление на огъня и модернизацията на силовата установка, а също и прекомпоновката на противоминната батарея. Общата стойност на работите съставлява по 7 милиона долара за един кораб, самите работи отнемат над 2 години.
Вертикалното брониране на корабите от типа „Невада“, според условията на Вашингтонския договор, не може да се променя, за това се заемат с усилването на хоризонталната защита. Над бронираната палуба е положен слой защитни плочи STS с дебелина 50 мм, довеждайки, по такъв начин, общата ѝ дебелина до 113 мм. Може да се каже, че защитата е недостатъчна даже след ремонта.
Усилена е и противоторпедната конструктивна защита. В района на котелните отделения е създадена доста ефективна филтрационна камера (която винаги се поддържа празна), в случай на повреда в основната противоторпедна преграда. Отзад на старата противоторпедна преграда, на разстояние 1,754 м, е поставена една надлъжна преграда с дебелина 9,53 мм, което се оказва възможно благодарение на намаляването на ширината, заемана от силовата установка след замяната на котлите.
Преградата е усилена, увеличавайки нейната дебелина до 28,6 мм. Разстоянието от преградата до вътрешната повърхност на двойния борд се равнява на 1,906 м, а между обшивките на двойния борд разстоянието е 0,99 м. Дебелината на външните листове е 15,9 мм, а на вътрешните листове на дойния борд имат дебелина 9,53 мм.
Дредноутите получават були с ширина до 1,98 м, което докарва ширината на корабите до 32,92 м – величина, почти максимално допустима за преминаването на Панамския канал. Булите имат плосък „покрив“ с дебелина 12,7 мм, който е строго хоризонтален и се стикова към корпуса точно по горния край на броневия пояс, видимо увеличавайки дебелината с характерна „стъпенка“ на по-голямата част от външния борд. След това има чупка надолу на 90°, а външният борд на надводната част на булите е вертикален.
Веднага под водолинията булите се разширяват и достигат максималната си ширина на ниво малко под нивото на долния ръб на броневия пояс. Нататък надолу булите имат плоски строго вертикални стени и преминават в плоско дъно. Дебелината на външната обшивка на булите е 15,9 мм. Вътрешната кухина на булите остава празна, играейки ролята на разширителна камера, а горивото вече се съхранява в отсеците на двойния борд и следващия „в дълбочина“ слой отсеци пред противоторпедната преграда. Вече общата дълбочина на противоторпедната защита на линкорите при мидъла съставя 5,795 м.
Решението да се пълнят бордовите отсеци позволява да се увеличи запаса гориво и, съответно, далечината на плаване. След модернизацията „Невада“ може да измине 15 700 морски мили на 10-възлов ход или 6090 мили на пълен (18-възлов). За „Оклахома“ далечината на плаване на икономичен (10) и пълен (19 възлов) съставя съответно 18 000 и 6900 морски мили.
Намаляването на обема, заеман от новите котли, позволява да се разположи вътре в корпуса, под котелните отделения, трето дъно. Дебелината на неговата обшивка съставя 9,53 мм. В дънните отсеци се намират запасите от прясна вода за котлите.
Максималната водоизместимост, след модернизацията, нараства до 33 901 т, а газенето до 9,04 м, метацентричната височина, при пълна водоизместимост намалява до 1,97 м.
При поставянето на булите са снети подводните торпедни апарати. Преди модернизацията е планирано вместо тях да се сложат надводни апарати, но впоследствие се отказват.
Коефициентите на пълнота се увеличават незначително – коефициентът на обща пълнота на корпуса съставя 0,606, този на мидъл шпангоута е 0,980. При това „правоъгълната“, в сечението ѝ, форма на булите играе ролята на скулови килове създавайки достатъчно противодействие на напречното люлеене, и позволява да се избегнат неприятностите с бордовото люлеене.
Маневреността на линкорите, и без да се отличава в добра светлина, след модернизацията забележително се влошава, и корабите вече доста вяло слушат руля; необходимо е преместване на руля с 20° за достигането на ефекта, за който по-рано са достатъчни 8°. Става по-лошо и поддържането на курса.
За сметка на това вече линкорите стават устойчива артилерийска платформа. Множество прибори, устройства и оборудване са заменени с най-съвременните им образци.
Електрическата мрежа е преведена на променлив ток. Модернизирани са всичките четири турбогенератора, мощността на всеки от тях се увеличава с четвърт и вече съставлява 400 кВт. Преходът към променлив ток се осъществява с помощта на конвертори.
В хода на модернизация до 30° е увеличен ъгълът на възвишение на оръдията на главния калибър.
За новото разположение на противоминната батарея на палубата на полубака, в средната част на кораба, е възведена надстройка. В нея, по всеки борд, са поставени по пет противоминни оръдия; още две оръдия стоят на открито, на палубата на надстройката, отстрани на бойната рубка.
По време на модернизацията от 1927 – 1929 г. на корабите са поставени отделни командно-далекомерни постове за главната, противоминната и универсалната артилерии, които са разположени в надстройките и на триногите мачти. Дългобазови далекомери получават кулите на главния калибър. Вместо демонтираните противоминни оръдия са поставени осем 127-мм зенитки Mark 10 и Mark 11 на стойки Mark 19. Тези оръдия стават първите в историята на американския флот голямокалибрени зенитки. В хода на разработката им особено внимание се отделя на олекотяването на конструкцията, увеличаването на скоростите на насочване и намаляването на момента на инерция. Преди всичко те са предназначени за борба с авиацията. Високата им скорострелност се осигурява чрез унитарното зареждане и многобройния разчет. 76-мм зенитки са демонтирани.
Планира се докарат характеристиките на линкорите, преди всичко скоростните (а това е необходимо за съвместните ескадрени действия), към стандартите на „Голямата Петица“ (на английски: Big Five) – линкорите от типовете „Тенеси“ и „Колорадо“, но по финансови причини това не е осъществено. На „Невада“ са поставени турбините с редуктор от 305-мм линкор „Северна Дакота“, малко по-съвременни и мощни, отколкото оригиналните турбини на кораба. На изпитанията след модернизацията „старите-нови“ турбини развиват 31 214 к.с., което стига за скорост 20,22 възела.
През 1937 г. основен снаряд във флота на САЩ става тежкия бронебоен снаряд. За модернизираните оръдия са приети нови бронебойни снаряди с тегло 1500 фунта (680,4 кг). Бронебойните характеристики на новите американски тежки снарядя значително превъзхождат тези на боеприпасите разработени преди и веднага след Първата световна война.

## Представители на проекта
| Название                        | Корабостроителница    | Заложен             | Спускане на вода | Влизане в строй | Съдба                                              |
| ------------------------------- | --------------------- | ------------------- | ---------------- | --------------- | -------------------------------------------------- |
| „Невада“ USS Nevada (BB-36)     | Fore River Shipyard   | 4 ноември 1912 г.   | 11 юли 1914 г.   | 11 март 1916 г. | потопен като кораб-мишена на 31 юли 1948 г.        |
| „Оклахома“ USS Oklahoma (BB-37) | New York Shipbuilding | 26 октомври 1912 г. | 23 март 1914 г.  | 2 май 1916 г.   | потопен от японската авиация на 7 декември 1941 г. |

Напрегнатия режим на бойните учения на линкорите през 1920 – 1930 години и интензивното използване на тези кораби по време на Втората световна война често водят до необходимост да се заменят оръдията поради износването на техните стволове.

## История на службата
През лятото на 1918 г. в Европа е прехвърлена 6-а дивизия линейни кораби, в състава на която влизат „Оклахома“ и „Невада“. Задачата на съединението е да противодействат на германския флот в случай на негов опит да проникнат в Атлантика.
Край бреговете на Франция линкорите посрещат два войскови конвоя. На 10 октомври линкорите „Оклахома“, „Невада“ и „Юта“, в съпровождение на седем разрушителя излизат в морето и заемат позиция 500 – 600 м зад колоната на транспортите на единия от конвоите. След пресичането на потенциално опасната зона от първия конвой той е оставен на попечение от разрушителите, а самите линкори започват да издирват втория.

## Оценка на проекта
Американските моряци и корабостроители считат линейните кораби от типа „Невада“ за доста удачен проект. Европейските специалисти считат за удачно само завръщането към старата схема на бронева защита.
Двойката линкори – типа „Невада“ – в литературата често се оценява като революционна по своята концепция. Тяхната поява ознаменува решителното завръщане към стария принцип на защита („всичко или нищо“), отговарящ вече на изискванията на боя на големи дистанции. Обаче, при всичките тези нововъведения, „Невада“ е класическия американски линкор, продължаващ линията на развитие на предходните кораби. Те имат доста тежък, здрав и пълен по обводите корпус, същият състав въоръжение, както и на предходната двойка кораби (макар и разположен по друг начин), но по-ниската, вече неприлична, 20 възлова скорост, която е по-ниска от стандартната ескадрена скорост на линейния флот на САЩ. В Тихия океан, в условията на очаквания дневен бой, при добра видимост, на максимална дистанция, благодарение на тази система за защита, линкорите от типа „Невада“ (и последващите ги) изначално получават съществено преимущество над бронираните по традиционната „европейска“ схема японски линкори. В европейските води за „Невадите“ всичко обаче не е така. Оборудваните с неунифицирани кули, с ниска скорострелност, бавни, уязвими за всички фугасни снаряди от всички възможни калибри, тези кораби нямат никакви преимущества, това се допълва от лошото качество на бронята и отвратителните снаряди. Сумарната дебелина на всички палуби при „Невадите“ не е толкова голяма, както е прието да се смята: едва 110 мм (на „Куин Елизабет“ до Ютланд 70 – 95 мм, а след нея в района на погребите е усилена до 120 мм) и не се явява преграда за британските 15-дюймови снаряди. Така, в лицето на „Оклахома“ и „Невада“ американският флот получава именно тези кораби, които са необходими за воденето на Тихоокеанска война. Бързоходният линкор „Куин Елизабет“ представлява по-универсална единица, неограничена от какъвто и да е един театър на бойни действия.
Тези, най-общо казано, доста удачни кораби все пак не са свободни от някои безалтернативни компромиси и голям брой болести на детството. Англичаните продължават да смятат своите линкори тип „Куин Елизабет“ безусловно най-добрите. Ютландското сражение повишава оценката на тези американски линкори във военноморската преса – в т.ч. и английската, тогава започва да изглежда, че схемата на брониране „всичко или нищо“ е най-правилната. Съвместните маневри и стрелби с Британския флот рязко понижават оценката на тези американски линкори, в крайна сметка поне за британците, поради ниската ефективност на оръдията на главния калибър. Тя си и такава, докато американците, в края на 1920 години не заменят оръдията на ГК с по-нов модел и предприемат мерки за намаляване на разсейванията в залпа. До това на пределните дистанции англичаните имат чувствително преимущество, тъй като британските линкори все пак понякога уцелват, а за попадения от типа „Невада“ на пределните дистанции не може да става и дума, особено отчитайки лошото качество на бронебойния снаряд, който имат на въоръжение американците. Ефективността на оръдията нараства, когато в края на 1930 години, американците преминават към тежки снаряди – вече от всички специалисти се отбелязват отличните качества на американските бронебойни снаряди. Тъй като британците не са удовлетворени от ниската скорост на тези линкори, и то така, че те избират за съвместните действия, в рамките на обединения флот, линейните кораби от типа „Ню Йорк“. Англичаните считат „Невада“ за кораб с прекомерна устойчивост, което го прави лоша оръдейна платформа и съвсем некомфортен за екипажа при преходи в открито море, което си е точно така, преди голямата модернизация.
Едновременно с „Невадите“ флотовете на Британия, Германската империя и Япония се попълват с нови линкори, които са по-големи и по-бързоходни: „Байерн“ с 1,5 възела, „Куин Елизабет“ с четири, а „Фусо“ с два.
127-мм оръдия на стандартните линкори на САЩ по своите възможности са близки до 120-мм оръдия на „Севастополите“, разбира се, 150-мм противоминна батарея на „Байерн“ и 152-мм оръдия на „Фусо“ и „Куин Елизабет“ са по-далекобойни, имат по-голяма поразяваща мощ, но това е постигнато с цената на снижаване на скорострелността. Заради това противоминната 127-мм артилерия на американските линкори повече подхожда за определението „разумна достатъчност“, макар поради лекия снаряд (22,7 кг) безусловно да отстъпва на 140-мм оръдия на „Исе“. И американските, и японските оръдия са разположени в каземати, но противоминната артилерия на американските линкори е подложена на силно заливане при вълнение. Американските оръдия имат картузно зареждане и средна скорострелност и не е ясно откъде се появява митът за тяхната висока огнева производителност.
Превъзходството на най-новите английски и немски линкори по калибър на главната артилерия (с един дюйм) не се компенсира от по-съвършена схема на защитата, а 25% по-големия брой на стволовете на главния калибър (10 против 8) губи смисъл от временното изоставане в системата за управление на огъня, ниската кучност и скорострелност. Наистина през първата половина на двайсетте години американците ще догонят останалите и тяхната система за управление на огъня бързо ще се усъвършенства и вече след десет години ще стане най-добрата в света и ще се забрави че, за определено време, тя отстъпва и на японска, и на немската, и на английската системи.
Според конструкцията американското 356-мм оръдие се оказва по-прогресивно, отколкото британските оръдия с техните телови намотки на ствола. Наистина, първите 356-мм оръдия са по-лоши: поради неправилния подбор на цилиндрите се оказват склонни към провисване и вибрация при изстрел и показват значително разсейване на снарядите при стрелба, но и този проблем, веднага след Първата световна, малко или повече е решен.
Американските кули, които са с много по-малки габарити, отколкото европейските (и японските), имат минимална механизация и с 20 – 30% по-ниска скорострелност, отколкото британските или японските, за което често са критикувани, особено от англичаните.
А германската артилерия от всички калибри (основно за сметка на гилзовото зареждане и клиновите затвори) обладава скорострелност с 20 – 30% по-висока, отколкото при англичаните. Британците, изследващи в края на войната американските линкори, достатъчно сдържано се изказват за системите на електрозадвижване на кулите на американските линкори, за кучността на огъня им и за системата за управление на огъня като цяло. При това условията за обитаемост на американските линкори заслужават най-силни похвали и даже са оценявани като прекомерно разкошни.
Конструкцията на 356-мм кули на американските дредноути е доста взривоопасна. В погона, за икономия на тегло, техните създатели се отказват от снарядните погреби и претоварващите отделения, разполагайки снарядите направо в кулите и на площадки вътре в барбета. Американските кули са много компактни, но като цяло не са много удачни. В това отношение най-далновидни от всички се оказват немците. Тъй като най-голяма заплаха представляват зарядите (кордитът при възпламеняване има склонност към взрив), за всички голямокалибрени оръдия в германския флот се използват месингови гилзи – вместо използваните при останалите страни копринени картузи. Няколкото стотин тона допълнително тегло се разплащат с лихвата: при пожар в погреба немските кораби само горят, а в същото време английските се взривяват. Далечината на стрелба при „Невадите“ е не много голяма: по-малка е само на свръхдредноутите от типа „Бретан“. Техните 340-мм куполни установки имат явно недостатъчна далекобойност поради още по-малкия ъгъл на възвишение на стволовете, но изследователите отбелязват прекрасните балистични характеристики на френските оръдия. При „Ню Йорк“ и „Невада“ ъгълът на възвишение също е малък за свръхдредноут от Първата световна война. При всички останали свръхдредноути ъгълът на възвишение и далечината на стрелба са значително по-големи, така например при „Фусо“ ъгълът на възвишение е 25° и далекобойността е над 25 км (22 500 м при ъгъл на възвишение 20°, 25 000 при 23°), но поради телното укрепване оръдията на „Фусо“ са по-тежки, отколкото американските оръдия. Японските линкори имат добра оптика, по-добра, отколкото на техните американски опоненти.
Линкорите от типа „Невада“, благодарение на новата система на защита, компенсираща японското преимущество от две оръдия на главния калибър и по-голямата далекобойност, в дуелна ситуация изглеждат примерно равноценни с линкорите „Фусо“.
Благодарение на значителното преимущество по далечина (22 км против 19) и кучност на артилерийския огън и по-голямата скорост британците могат безгрижно да разстрелват американския линкор от пределна дистанция. Това вече е възможно, тъй като в битката от 8 януари 1916 г. между „Гьобен“ и новия руски дредноут „Императрица Екатерина Великая“ боя се води от много голяма дистанция, като последните залпове са направени от дистанция около 25 000 ярда (123 кбт., 22 860 м) без да има попадение, но с накритие.
На голямата дистанция:
Британците имат бордов залп на главния калибър от 6961 кг и пробиват палубите на американските линкори от 12,0 км и нагоре, американците могат да направят това от 11,5 км.
На средната дистанция минутния залп на британския линкор съставлява 8710 кг и той пробива борда на американеца до 12,0 км, минутният залп на „Невадите“ съставлява 6350 кг и пробива британската броня до 9,5 км.
В случай на бой на голяма дистанция, немците имат бордов залп на главния калибър 6000 кг и пробиват палубите на американските линкори от 13,5 км, бордовия залп на американците съставлява 6350 кг и тяхната възможност да пробият палубите на немците започват от 11 км и нагоре.
На средната дистанция минутния залп на германския линкор съставлява 9000 кг и той пробива борда на американеца до 13 км, минутния залп на „Невадите“ съставлява 6350 кг и пробива немската броня до 8,5 км.
Системата за защита на принципа „всичко или нищо“ разчетена за противостояние на 340…356-мм оръдия мигновено остарява при появата на линкори въоръжени с по-големи оръдия. По такъв начин авантюрата на Първия Лорд на Адмиралтейството Уинстън Чърчил и главата на отдела по въоръжения, контраадмирал Мур, за това, да се въоръжи „Куин Елизабет“ с недостатъчно изпробвана артилерия, прави американския епохален проект остарял още преди влизането му в строй. Защитата на „Невадите“ се оказва абсолютно недостатъчна против 381 мм британски снаряди. Генералния Съвет, отговарящ във флота на САЩ за корабостроителната политика, пресмята, че е необходим пояс от 406 мм с изтъняване до 229 мм към долния ръб и 89 мм главна бронепалуба, за да се обезопаси кораба от 381-мм снаряди в диапазона на дистанциите от 50 до 70 кабелтови (от 9,26 км до 12,9 км) или от 10 000 (49,4 кбт, 9,15 км) до 14 000 ярда (69,1 кбт, 12,8 км).
|                                              | „Куин Елизабет“      | „Байерн“                | „Невада“               | „Фусо“               | „Ню Йорк“     |
| Заложен                                      | 1913                 | 1913                    | 1912                   | 1912                 | 1911          |
| Влиза в строй                                | 1915                 | 1916                    | 1916                   | 1915                 | 1914          |
| Стойност                                     |                      | 49 милиона марки        |                        |                      |               |
| Водоизместимост, нормална, т                 | 29 200               | 28 448                  | 27 941                 | 30 600               | 27 432        |
| Пълна, т                                     | 33 020               | 32 200                  | 28 856                 | 35 900               | 28 820        |
| Номинална мощност на СУ, к.с.                | 56 000               | 35 000                  | 26 500                 | 40 000               | 28 100        |
| Скорост, въз.                                | 23                   | 22                      | 20,5                   | 22,5                 | 21            |
| Далечина на плаване, мили (на скорост, въз.) | 5000 (12)            | 5000 (12)               | 5195 (12)              | 8000 (14)            | 7684 (12)     |
| Брониране, мм                                |                      |                         |                        |                      |               |
| Пояс                                         | 330                  | 350                     | 343                    | 305                  | 305           |
| Кули, чело                                   | 330                  | 350                     | 457, 406               | 305                  | 356           |
| Барбети                                      | 254                  | 350                     | 330                    | 305 – 203            | 305 – 254     |
| Рубка                                        | 280                  | 350                     | 406                    | 305                  | 305           |
| Палуби                                       | 95 – 70              | 100 – 60                | 114 – 88               | 76 – 32              | 63 – 35       |
| Въоръжение                                   |                      |                         |                        |                      |               |
| Главен калибър                               | 4×2×381 мм/42        | 4×2×380 мм/45           | 10×356 мм/45           | 6×2×356 мм/45        | 5×2×356 мм/45 |
| Тегло на залпа на ГК, кг                     | 6961                 | 6000                    | 6350                   | 8628                 | 6350          |
| Спомагателен                                 | 16×152 мм/45 2×76 мм | 16×150 мм/45 2×88 мм/45 | 21×127 мм/51 4×76,2 мм | 16×152 мм/50 4×76 мм | 21×1×127/51   |
| Торпедно въоръжение                          | 4×533 мм ТА          | 5×600 мм ТА             | 2×533 мм ТА            | 6×533 мм ТА          | 4×533 мм ТА   |

Високата скорост на кораба е интегриращ фактор за мощта на огъня и защитата и е толкова важна, че след „Невадите“ бавни линкори повече не се строят. Корабите едностранно приспособени за боеве на далечни дистанции, при бой с противници равни по мощ на близко разстояние се оказват в неизгодно положение. Корабите с 356-мм артилерия от типовете „Невада“, „Пенсилвания“ и „Ню Мексико“, макар и да са брониран по схемата „всичко или нищо“, обладават недостатъчна противоторпедна защита: 100 фунта (45,4 кг) тротилов еквивалент за „Невадите“ и 300 (136 кг) за „Пенсилвания“ и „Ню Мексико“.
Независимо от заявленията за огромната далечина на плаване на американските линкори, тяхната фактическа далечина е само с 4% (200 мили) по-голяма от далечините на немския и британския дредноути, и с 2800 мили по-малка, отколкото на „Фусо“.
Американците, вярвайки в правилността на избрания път, започват построяване на линкори на конвейер, следвайки установения от „Невада“ стандарт (размерите силно увеличени при „Пенсилвания“ след това почти не се менят) и само усилват мощта на главния калибър. Първата двойка е похабена от ниската скорост, най-общо казано при американците по начало се получават свръхброненосци за брегова отбрана, които през Първата световна са годни само за ескортиране на конвои, като при британците се намира течно гориво за обратния път, а през Втората за стрелби по брега. Ако не е Вашингтонския договор те бързо щяха да отидат за скрап. Линейните кораби от типа „Невада“ са още една стъпка в търсенето на оптималния тип линкори за американския флот. Самите американци считат за неудачна конструкцията на триоръдейните кули на главния калибър с разполагането на всички стволове в една обща люлка. До края на 1920 има проблеми със системата за управление на стрелбата и с кучността на оръдията, които не позволяват на „Невада“ ефективно да води огън на дистанции над 90 кбт. Модернизацията на американските 356-мм линкори в края на 1920 – началото на 1930 години позволява рязко да се подобрят много от параметрите и преди всичко ефективността на главния калибър, системите за управление на огъня и подводната защита. Те, в съчетание с усилването на хоризонталната защита, рязко увеличават възможностите и реалната бойна ценност на линкорите, но колкото и да се стараят да добутат характеристиките на тези линкори до стандартите на „Голямата петица“ – това не се получава. Тъй като на „Невадите“ не се налага да водят морски битки, то недостатъците на трицевната кула се оказват не толкова значими. Относително високата скорост на хода (22,5…23,5 възела), за Първата световна война, на линкорите се оказва важна, правейки ги много по-полезни. Опитът от войната показва, че немските линкори страдат катастрофически от недостатъчно високата скорост, а „Невадите“, заради своята ниска скорост, като линкори не са нужни, независимо от премислената им концепция.
По време на Втората световна война линкорите с оръдия 356-мм/45 се използват единакво: прикриват жизненоважните конвои, съпровождат десантните съединения, осигуряват огневата поддръжка на десантите по всички фронтове, изстрелвайки хиляди снаряди по укрепленията на противника в крайбрежната зона и „Ню Йорковете“, в тази роля, с нищо не са по-лоши, отколкото модернизираните „Невади“.

## Коментари
1. ↑  340 – 356 мм
2. ↑  40,8-фунта=1 дюйм=25,4 мм
3. ↑  Следва да се обърне внимание, че дабълхемската STS се отличава с по-малка бронеустойчивост.
4. ↑  Някои автори дават невярна маса: 77 500 кг – това е масата със затвора и лафета.
5. ↑  лек/тежък снаряд
6. ↑  двуоръдейна
7. ↑  за строените
8. ↑  за единица е взето оръдието 14"/45 Marks 1 преди модернизацията
9. ↑  В условията на Северно море те не могат да развият повече от 19 възела.
10. ↑  22,5 – 20,5=2
11. ↑  Против британските снаряди тя може да се нарече схемата „Нищо или почти нищо“
12. ↑  За британските и американските кораби в източниците водоизместимостта е дадена в дълги тонове, за това тук тя е преизчислена в метрични тонове.
13. ↑  С проектна скорост под 21 възела.
14. ↑  В „Голямата петица“ влизат: „Тенеси“, „Калифорния“, „Колорадо“, „Мериленд“ и „Уест Вирджиния“.